# みやま市立大江小学校
みやま市立大江小学校（みやましりつ おおえしょうがっこう）は、福岡県みやま市瀬高町大江に位置する公立の小学校。

## 概要
歴史
1885年（明治18年）に創立した「太神小学校小川分校」を前身とする。現校名となったのは2007年（平成19年）。2025年（令和7年）に創立140周年を迎える。
学校教育目標
「ふるさと大江に誇りにもち 未来を拓く たくましい子供の育成」
校章
桜の花弁をかたどったデザインとなっている。中央に校名の「大江」の文字（縦書き）を配している。
校歌
作詞は龍英二、作曲は松濤基による。歌詞は3番まであり、各番に校名の「大江校」が登場する。
通学区域
「真木の一部、大江、有富、宮園、広安、南大木、北大木、上小川、東町、吉井、堀池園、松田西、 松田東、北広田、合ノ瀬団地」地区。中学校区はみやま市立瀬高中学校。

## 沿革
- 1873年（明治6年）- 松延村に「菁莪小学校」が創立。
- 1875年（明治8年）- 金栗村に「麗州小学校」（後に「金栗小学校」）が、上小川村に「修省小学校」（後に「小川小学校」）が創立。
- 1878年（明治11年）- 北広田に「松田小学校」、北大木に「大広園小学校」が創立。
- 1885年（明治18年） - 太神村が川沿村と連合で十五番学区 太神小学校[1]が創立。分校2校（浜鶴・小川）が設置される。
  - 校区は有富・金栗・上小川・堀池園・真木・高柳とする。
  - 小川村大字金栗に「太神小学校 小川分校」が設置され、当初4教室を構える。
- 1889年（明治22年）4月1日 - 町村制施行により、山門郡3村（大江、太神、小川）が合併の上、小川村が発足。
- 1892年（明治25年）
  - 7月 - 校区から高柳が分離。
  - 12月 - 小川村大字大江布引川上（有富）に校舎を新築移転し、「大江尋常小学校」に改称。校舎は木造瓦葺2階建て2教室。この当時の校区は有富、金栗、上小川、堀池園、大江、真木。
- 1906年（明治39年）5月 - 現在地に移転を完了。
- 1907年（明治40年）1月1日 - 小川村が瀬高町に編入されたことにより、瀬高町立の尋常小学校となる。これにより緑村大広園松田地区の児童が転入。
- 1908年（明治41年）4月1日 - 改正小学校令により、尋常科（義務教育年限）が4年制から6年制に改められる。これにより尋常科5年を新設。
- 1909年（明治42年）4月1日 - 尋常科6年を新設。実業補習学校を附設する。
- 1912年（大正元年）7月 - 3教室を増築。
- 1913年（大正2年）9月 - 金栗地区の児童が下庄尋常小学校[3]へ転出。
- 1926年（大正15年）- 併置の実業補習学校が青年訓練所充当となる。
- 1930年（昭和5年）- 瀬高町内の実業補習学校6校が統合の上、「瀬高公民学校」として、下庄尋常高等小学校[3]に集約される。
- 1933年（昭和8年）
  - 3月 - 1教室と廊下が完成。職員室を拡張。
  - 12月 - 講堂が完成。
- 1935年（昭和10年）- 講堂が完成。
- 1941年（昭和16年）
  - 4月1日 - 国民学校令により、「瀬高町大江国民学校」に改称。尋常科を初等科に改める。
  - 4月17日 - 「瀬高町第四国民学校」に改称。
- 1947年（昭和22年）4月1日 - 学制改革（六・三制の実施）により、国民学校初等科は「瀬高町立大江小学校」に改組・改称。
- 1949年（昭和24年）12月 - 校地を拡張。
- 1951年（昭和26年）7月 - 北校舎東端に2教室、給食室を増築。
- 1954年（昭和29年）- 完全給食を開始。
- 1960年（昭和35年）10月 - 新校舎、児童図書館が完成。旧校舎を改築。講堂を移転。創立70周年記念式典を挙行。
- 1964年（昭和39年）7月 - 中庭に噴水池が完成。
- 1966年（昭和41年）- プールが完成。校歌を制定。
- 1974年（昭和49年）- 鉄筋コンクリート造3階建て新校舎（南校舎）が完成。
- 1979年（昭和54年）- 講堂を解体。
- 1985年（昭和60年）- 創立100周年記念式典を挙行。
- 1986年（昭和61年）- 新プールが完成。
- 2007年（平成19年）1月29日 - 3町合併により、みやま市が発足したため、「みやま市立大江小学校」（現在名）に改称。戸田テル記念図書館が完成。運動場時計を設置。

## 交通アクセス
最寄りの鉄道駅
- JR九州 鹿児島本線 「瀬高駅」

最寄りのバス停留所
- みやま市コミュニティバス 「有富」停留所

最寄りの幹線道路
- 国道443号 「小川」交差点

## 周辺
- 大江幼稚園
- 道の駅みやま
- 南筑後自動車整備協業組合
- 有富若宮神社

## 参考資料
- 「瀬高町誌」（1974年（昭和49年）6月10日発行, 瀬高町）p.253～p.255（大江小学校）
- 「みやま市史 通史編 下巻」（2020年（令和2年）3月発行, みやま市）- p.648～p.649